# Polski Potok
Polski potok (niem. Turmwasser) – potok, prawy dopływ Wrzosówki o długości 3,42 km.
Potok płynie w Sudetach Zachodnich, w Karkonoszach. Powstaje z połączenia kilku niewielkich potoków mających swe źródła na północnym stoku Śląskiego Grzbietu, pomiędzy Czeskimi Kamieniami a Śląskimi Kamieniami, na wysokości 1060-1220 m n.p.m. Płynie na północ po granicie i jego zwietrzelinie. W dolnym biegu skręca na północny zachód i wpada do Wrzosówki powyżej Uroczyska, na południe od Jagniątkowa.
Obszar zlewni Polskiego Potoku porośnięty jest górnoreglowymi, niżej dolnoreglowymi lasami świerkowymi. Cały obszar leży w obrębie Karkonoskiego Parku Narodowego. W górnym biegu przecina go zielony szlak turystyczny z Hali Szrenickiej na Przełęcz Karkonoską, tzw. Ścieżka nad Reglami.